# ریتو وارما
ریتو وارما (به انگلیسی: Ritu Varma) بازیگر هندی است.
از فیلم‌هایی که وی در آن نقش داشته‌است می‌توان به فارغ‌التحصیل بیکار ۲، سوبرامانیام کیست؟ و مارک آنتونی اشاره کرد.